# Юсуфзай (племя)

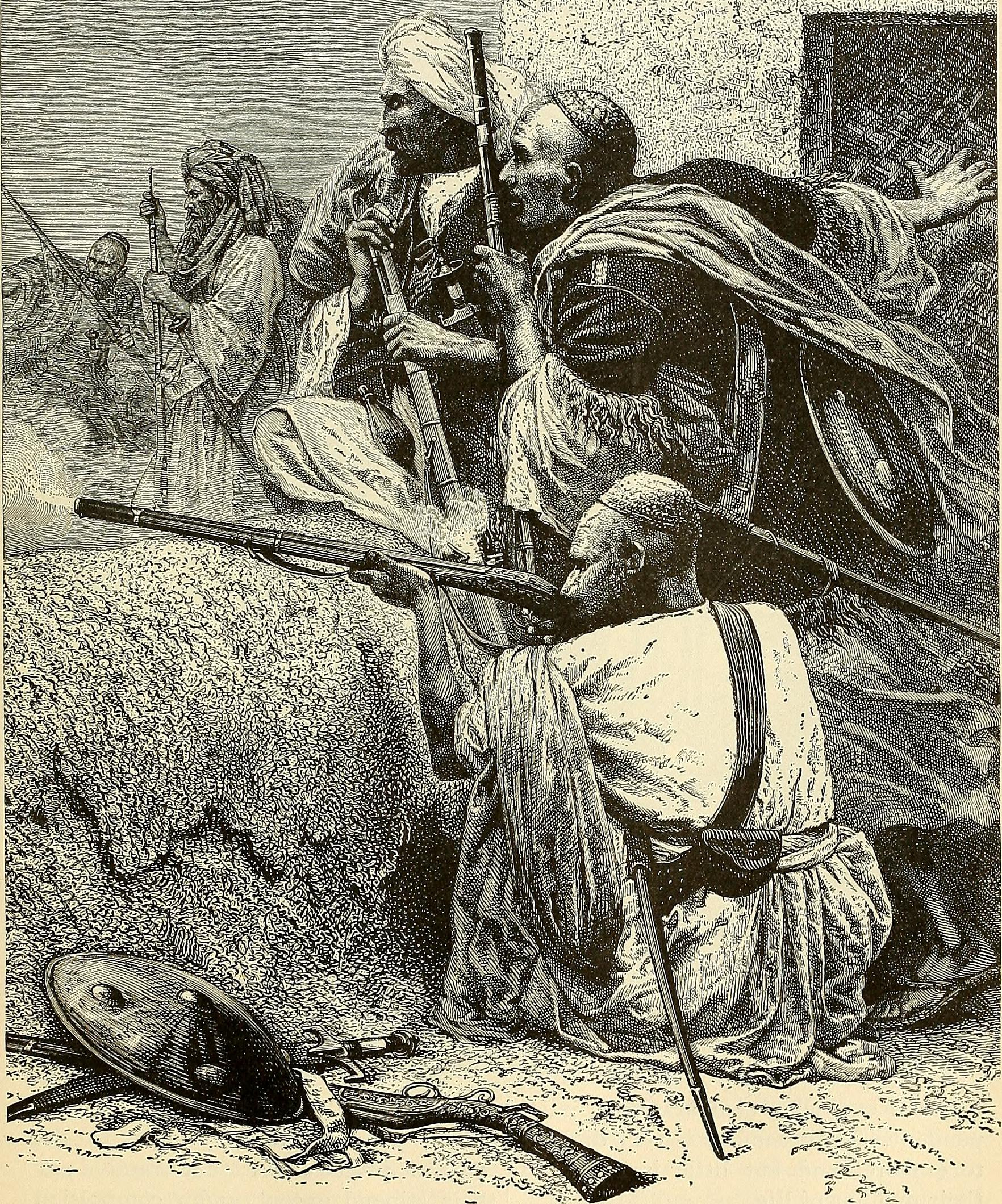
Афганцы-юсуфзаи в горном районе (1895 г.)

Юсуфзай (урду یوسفزئی‎) — одно из крупнейших племён этнических пуштунов. Происходят из Хайбер-Пахтунхвы, Пакистан, куда они мигрировали из Кабула в XVI веке, но также присутствуют в меньшем количестве в некоторых частях Афганистана, включая Кунар, Кабул и Кандагар. За пределами этих стран их можно найти в Рохилкханде (Индия).
Их название может происходить от имен аспасиои и ашвакан, которые были древними жителями долин Кунар, Сват и прилегающих долин в Гиндукуше. Малала Юсуфзай, самый молодой лауреат Нобелевской премии, принадлежит к племени Юсуфзай.
Большинство юсуфзаев говорят на северной разновидности пушту; диалект юсуфзай считается престижным в пакистанской провинции Хайбер-Пахтунхва.

## Мифическая генеалогия

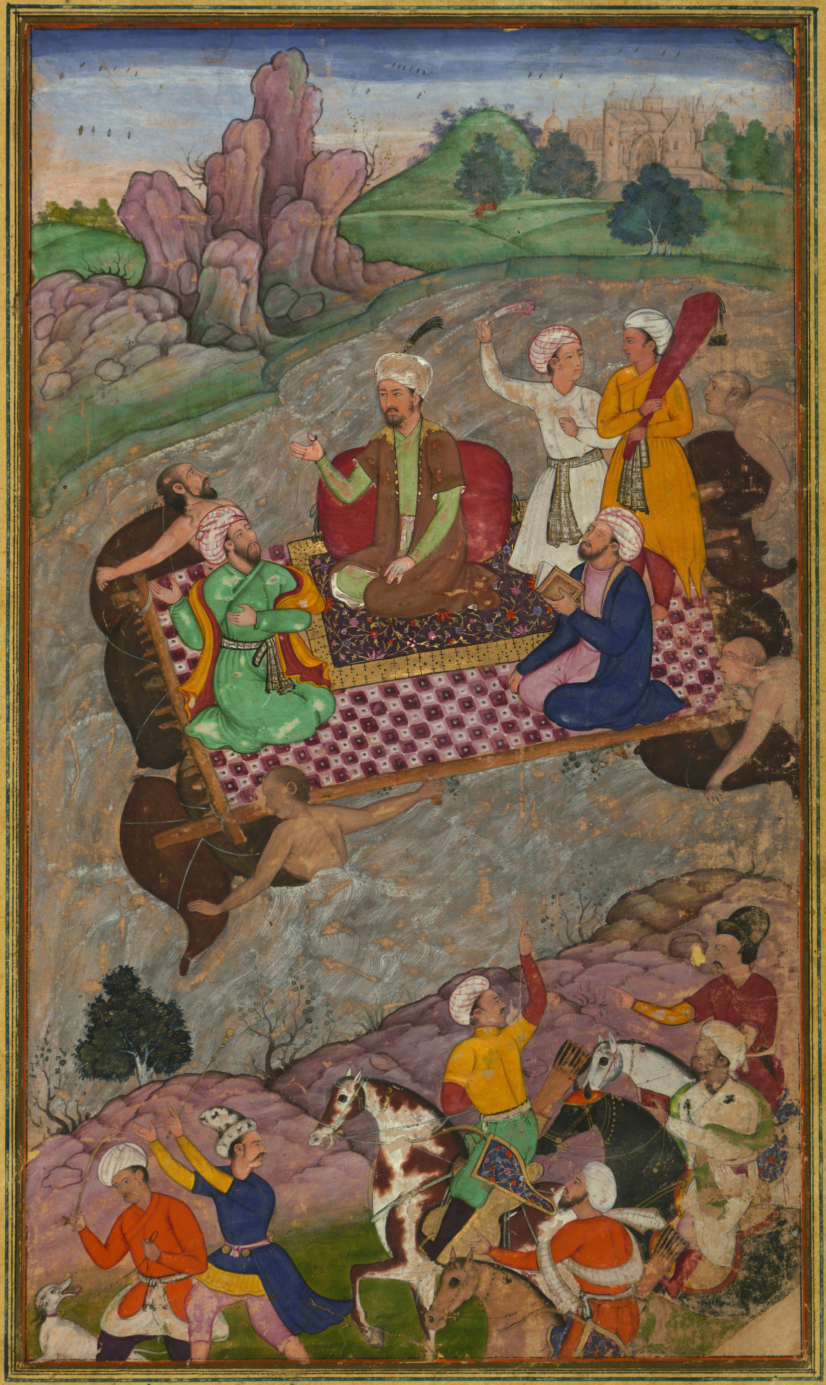
Бабур пересекает реку Кунар на плоту к западу от Баджаура.

Согласно популярной мифической генеалогии, записанной придворным Великих моголов XVII века Ниматом Аллахом аль-Харави в его книге Тарих-и Хан Джахани ва Махзан-и Афгани, племя Юсуфзай произошло от их одноимённого предка Юсуфа, который был сыном Манда, который был сыном Хашая (или Хахая), который был сыном Канда, который был сыном Харшбуна, который был сыном Сарбана (прародителя племенной конфедерации Сарбани), который был сыном Кайса Абдур Рашида (прародителя всех пуштунов). Кайс Абдур Рашид был потомком Афгана, которого описывали как внука израильского царя Саула и главнокомандующий армией пророка Соломона. Утверждалось, что Кайс был современником исламского пророка Мухаммеда и родственником арабского военачальника Халида ибн аль-Валида. Когда Халид ибн аль-Валид вызвал Кайса из Гора в Медину, Кайс принял ислам, и пророк переименовал его в Абдур Рашида (что по-арабски означает «Слуга Наставляющего на путь истинный» или «Слуга Бога»). Абдур Рашид вернулся в Гор и ввёл там ислам. В книге говорилось, что у деда Юсуфа (и отца Манда), Хашая, также было два других сына, Мук и Таркалани, которые были прародителями племен гигьяни и таркани, соответственно. У Юсуфа был один брат, Умар, который был прародителем племени Манданр, которое тесно связано с Юсуфзаями.
В рассказе Великих Моголов 1595 года Айн-и-Акбари также упоминается традиция израильского происхождения среди пуштунов, что показывает, что традиция уже была популярна среди пуштунов XVI века.

## История

### Мирный договор с Бабуром

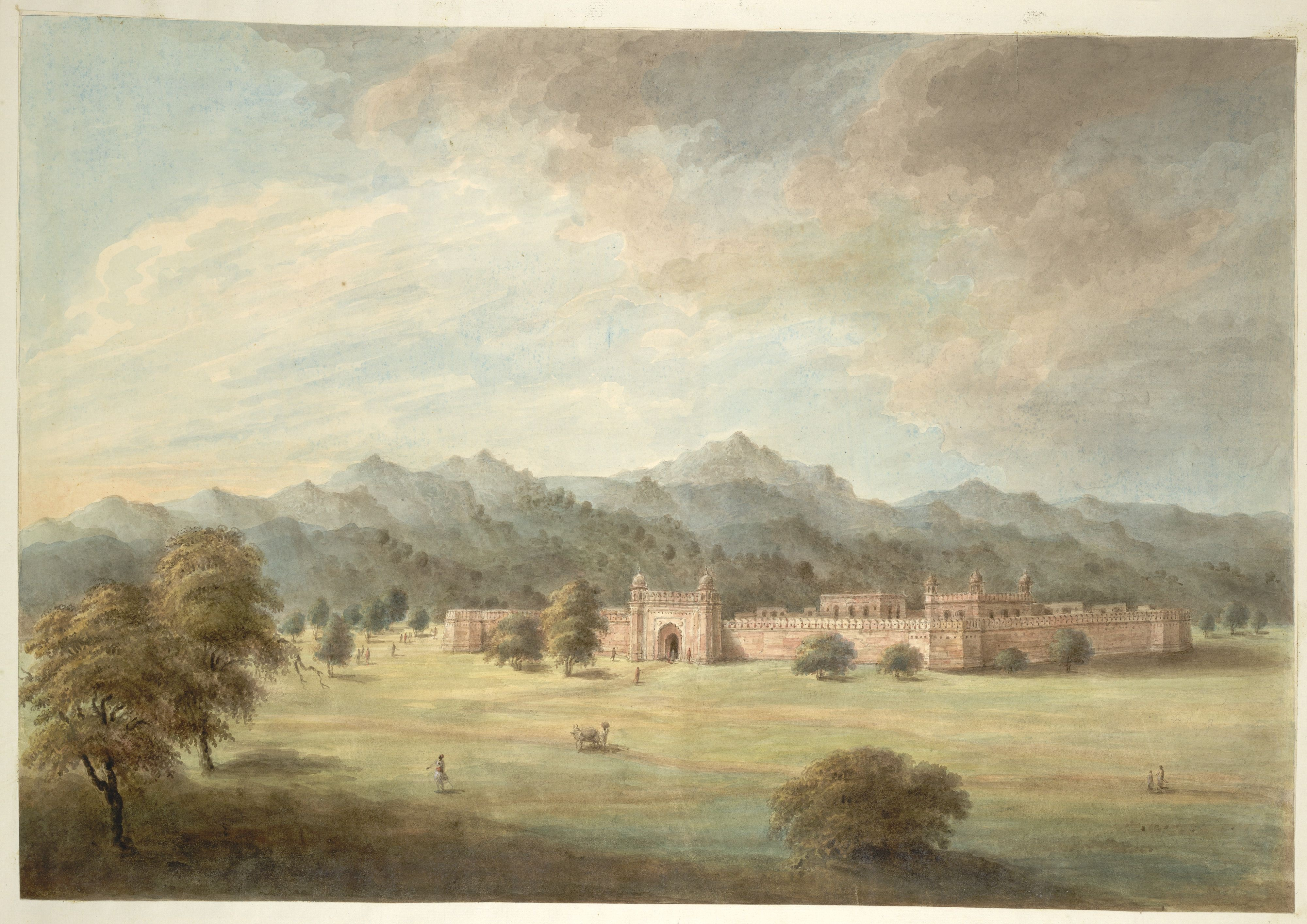
Форт Паттаргарх за пределами Наджибабада, основанный Наджибом ад-Даула Юсуфзаем в Рохилкханде, Индия.

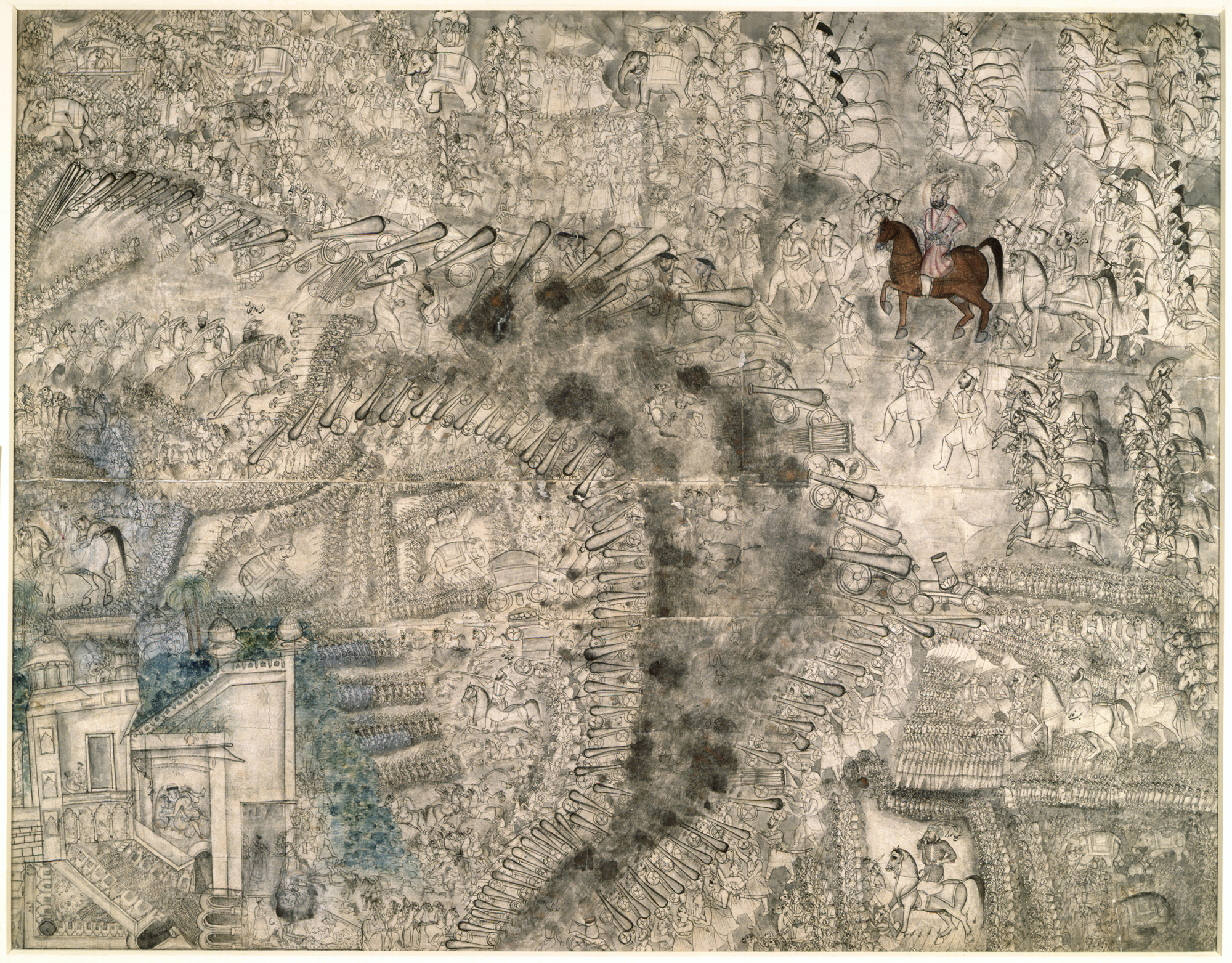
Наджиб ад-Даула и Шуджа-уд-Даула маршируют слева от Ахмад Шаха Дуррани на коричневой лошади во время Третьей битвы при Панипате.

В ранний современный период афганское племя Юсуфзай впервые прямо упоминается в «Бабур-наме» Бабуром, правителем Тимуридов из Ферганы (в современном Узбекистане), который захватил Кабул в 1504 году. 21 января 1519 года, через две недели после его баджаурской резни, Бабур написал: «В пятницу выдвинулся на Савад (Сват) с намерением напасть на афганцев Юсуфзай и спешился между водой Панджкора и объединенными водами Чандавал (Джандул) и Баджаур. Шах Мансур Юсуфзай принес несколько хорошо приправленных и довольно опьяняющих кондитерских изделий».
В рамках договора с афганцами Юсуфзай Бабур женился на Биби Мубарике, дочери вождя Юсуфзай шаха Мансура, 30 января 1519 года. Биби Мубарика сыграл важную роль в установлении дружественных отношений пуштунских вождей Юсуфзай с Бабуром, который позже основал империю Великих Моголов после победы над пуштунским султаном Ибрагимом Лоди.в Первой битве при Панипате в 1526 году. Один из братьев Мубарики, Мир Джамал Юсуфзай, сопровождал Бабура в Индию в 1525 году и позже занимал высокие посты при императорах Великих Моголов Хумаюне и Акбаре.

### Стычки с силами Великих Моголов
В 1580-х годах многие юсуфзаи и манданры восстали против моголов и присоединились к движению Рошани Пир-Рошан. В конце 1585 года император Великих Моголов Акбар направил вооруженные силы под командованием Зайн-хана Коки и Бирбала, чтобы подавить восстание. В феврале 1586 года около 8000 воинов Моголов, включая Бирбала, были убиты возле перевала Каракар между Сватом и Бунером Юсуфзаем лашкаром во главе с Калу-ханом. Это была величайшая катастрофа, с которой столкнулась армия Великих Моголов во время правления Акбара.
В 1630 году под предводительством правнука Пир Рошана, Абдула Кадира, тысячи пуштунов из племен Юсуфзай, манданр, хешги, мохманд, африди, бангаш и других племен предприняли нападение на армию Великих Моголов в Пешаваре. В 1667 году Юсуфзаи снова восстали против моголов, когда один из их вождей в Свате провозгласил себя королем. Мухаммад Амин хан привел 9000-тысячную армию Моголов из Дели, чтобы подавить восстание. Хотя император Великих Моголов Аурангзеб смог завоевать южные равнины Юсуфзай в пределах севернойВ Кабульской долине ему не удалось вырвать Сват и прилегающие долины из-под контроля Юсуфзаев.

### Период Дуррани
Ахмад Шах Дуррани (1747—1772), основатель Афганской империи Дуррани, разделил все афганские племена на четыре улуса (племенные конфедерации) для административных целей: Дуррани, Гильджи, Сур и Бар Дуррани («Верхние дуррани»). Юсуфзай были включены в конфедерацию Бар Дуррани вместе с другими восточными пуштунскими племенами, включая мохманд, афридии, бангаш и хаттак . Бар Дуррани были также известны как Рохилла и составляли основную часть тех пуштунов, которые поселились в Рохилкханде, Индия.
Наджиб ад-Даула (1749—1768), принадлежавший к племени Юсуфзай, был видным вождем племени Рохилла. В 1740-х годах он основал город Наджибабад в Рохилкханде. В 1757 году он поддержал Ахмад-шаха Дуррани в его нападении на Дели. После своей победы Ахмад Шах Дуррани восстановил могольского императора Аламгира II на делийском троне в качестве титульного главы Моголов, но передал фактический контроль над Дели Наджибу ад-Дауле. С 1757 по 1770 год Наджиб ад-Даула занимал пост губернатора Сахаранпура, также управлял Дехрадуном. В 1761 году он принял участие в Третьей битве при Панипате и предоставил Ахмаду шаху Дуррани тысячи солдат рохиллы и много оружия, чтобы победить маратхов . Он также убедил Шуджа-ад-Даулу, наваба Авада, присоединиться к силам Дуррани. Перед своим отъездом из Дели Ахмад Шах Дуррани назначил Наджиба ад-Даулу мир бакши (генеральным казначеем) императора Великих Моголов Шаха Алама II. После его смерти в 1770 году Наджиба ад-Даулу сменил его сын Забита Хан, который потерпел поражение в 1772 году от маратхов, вынудив его бежать из Рохилкханда. Тем не менее, потомки Наджиба ад-Даула продолжали править Наджибабадом, пока они не были разбиты англичанами при Нагине 21 апреля 1858 года во время Индийского восстания 1857 года.
Сегодня многие юсуфзаи поселились в Индии, особенно в регионе Рохилкханд, а также в Фаррухабаде, который был основан в 1714 году пуштуном Навабом Мухаммадом Ханом Бангашем.

### Княжества Сват и Дир

Флаг княжества Сват

Флаг княжества Дир

В 1849 году Юсуфзаи основали государство Сват под руководством Саиду Бабы, который назначил Сайида Акбар шаха, потомка Пир Бабы, первым эмиром. После смерти Акбар-шаха в 1857 году Саиду Баба сам взял на себя управление государством. В Дире потомки ахунда 17-го века Ильяса Юсуфзай, основателя города Дир, заложили основу государства Дир. В 1897 году британское правление аннексировало Дир и даровало титул «наваба Дира» Шарифу хану Ахундхелю, правителю Дира (1886—1904). В 1926 году британское правление даровало титул «Вали Свата» Миангулу Абдулу Вадуду, правителю Свата (1918—1949).
Княжеские государства Сват и Дир существовали до 1969 года, после чего они были объединены в Западный Пакистан, а затем в 1970 году в Северо-Западную пограничную провинцию (современная Хайбер-Пахтунхва) Пакистана. Их территория является частью современных Бунер, Нижний Дир, Верхний Дир, районы Малаканд, Шангла и Сват.

## Субплемена
- Абахель
- Аказай
- Бабузай
- Балархель
- Чагарзай
- Деганхель
- Хассанзай
- Камалзай
- Хан Хел[23][24][25]
- Хваджа Хел (Хваджган)
- Мадахель
- Махабатхел
- Манданр
- Хадарзай
- Ниаматхел
- Ранизай
- Тахирхели

## Известные Юсуфзаи
- Гаджу Хан
- Наджиб Хан Юсуфзай
- Карнал Шер Хан
- Малала Юсуфзай
- Нисар Мухаммедов Юсуфзай